# Бубнище
Бубни́ще — село в Україні, у Болехівській міській громаді Калуського району Івано-Франківській області.

## Скелі Довбуша
В околицях села в урочищі Бубнище знаходяться славнозвісний скельно-печерний комплекс Скелі Довбуша — унікальна пам'ятка історії та природи післяльодовикового періоду. Пам'ятка, названа на честь не менш знаменитого опришка Олекси Довбуша.
Геологічна пам'ятка природи «Скелі Довбуша» — природна фортеця періоду X століття — знаходиться на висоті 668 м над рівнем моря. Це скелясті виступи пісковиків заввишки до 80 м, що утворились більше 70 млн років тому на дні моря. Кам'яний лабіринт шириною 200 м тягнеться зі сходу на захід майже на 1 км, над ним — буковий та смерековий ліси. У X–XII ст. до н.е тут існувало язичницьке святилище — палеообсерваторія. За переказами, у XVII–XVIII століттях тут таборували опришки, які використовували печери під сховище.
Це неповторне за своїми формами і розташуванням нагромадження гігантських скель, каменів, що нагадують дивовижні істоти, покраяне глибокими, завжди темними ущелинами, ямами, потаємними ходами та стежками (Джерела: УНІАН, 7 чудес України).

## Географія
Мальовниче гірське село Бубнище розташоване у західній частині Івано-Франківської області, північному заході Калуського району, на території Болехівської міської громади.
Село розташоване в передгір'ї Сколівських Бескидів (так зване Бойківське Підгір'я). Сусідні найближчі населені пункти: з північного сходу — с. Тисів, на півдні — с. Поляниця, на заході — с. Труханів Сколівського р-ну Львівської обл.
Відносно центру громади міста Болехів — с. Бубнище розміщене на заході, на відстані 15 км від нього; а відносно обласного центру — м. Івано-Франківська — на північному заході на відстані 90 км.
Транспортне положення села не дуже сприятливе.

### Рельєф і геологічна будова
Місцевість області в орографічному відношенні ділиться на дві частини: велику північно-східну, хвилясто-рівнинну, і меншу південно-західну, гірську. Село Бубнище розташоване в межах гірської частини, яка характеризується середньогірним типом рельєфу.
Рельєф села різноманітний: біля р. Сукіль він рівнинний (крайня південна частина Передкарпаття), а з підняттям в село та до Скель Довбуша поступово переходить в північні схили Сколівських Бескидів. Бубнище розташувалось у невеличкій долині поміж гір.
Переважаючі висоти в с. Бубнищі — 500–600 м над рівнем моря.
Серед зеленого моря дерев в урочищі Заломи на висоті 600 м над рівнем моря височать химерні скупчення кам'яних гігантів, які вражають своїми розмірами і формами. Цей витвір природи складається з піщаних скель (на зразок Ямненських пісковиків біля Яремчі) заввишки від 20 до ЗО метрів, які виструнчились півколом, немов би у веселому гуцульському танку, та й так застигли навіки, своїми формами нагадуючи фантастичні істоти. Вітри і дощі старанно шліфували могутні боки скель, а невмолимі роки і сторіччя зістарили, покривши їх безліччю зморшок-тріщин.
Скелі Довбуша є комплексною пам'яткою природи загальнодержавного значення. Цей скельний масив у народі пов'язують з ім'ям легендарного ватажка опришків Олекси Довбуша. Мільйони років тому тут плескотіло стародавнє море. Пізніше вода відступила, оголивши химерні скелі. Ця ландшафтна пам'ятка природи вражає своєю величною красою, таємничістю, хвилює кожного від доторкання до глибини сторіч. Вони складаються з пісковиків, входять до складу Сколевських Бескидів, які охоплюють територію Долинського району Івано-Франківської області й Сколевського, Дрогобицького і Турківського районів Львівської області. Це група брилових дрібнозернистих пісковиків жовто-сірого кольору, що сформуралися як осадовий (із черепашником) пласт на колишньому дні моря на межі мезозойської і кайнезойської ер, наприкінці крейдяного періоду (ямненські пісковики) або молодшого горизонту еоцена (вигодські пісковики), не менш 67 мільйонів років тому. Внаслідок тектонічних розломів і зсувів при горотворенні у підземних частинах утворились природні печери, наприклад, на схилах Соколової Гори, а наземні частини висотою до ЗО метрів у результаті водоатмосферних дій набрали надзвичайно дивовижних форм

## Походження назви села
Цікавою є народна етимологія походження назви села. Для оборони від татар жителі села виставляли вартових, які при наближенні ворога били на сполох в бубни. Так село дістало назву Бубнище. Одна з народних легенд розповідає: «Величезна сила турків прийшла, щоб захопити в ясир українських бранок, міцних веслярів на галери, золотом набиті скрині. Та люди їм не здавались. І тоді, коли вже підупали сили, відважна месниця — чарівна красуня — попрямувала до ворога. —Що робиш, красуне? — хтось не втримався. Ніхто і не здогадувався, що вона задумала. А вона — дочка зелених гір, підійшла до крайньої скелі, що мов Лісовий Голіаф, дивилась на кров, січ, борню. —Ти міцна і непорушна, — сказала, — віки не зрадила краю свого, в усяку грозу стоїш. Люди, і ми встоїмо! Якщо загинемо, скелі розкажуть нащадкам… Турки кинулись до красуні. І коли вона вже мала стати жертвою ворога, скеля розтулилася і заховала її. Всіялась рідна земля кістьми, але горянці відігнали ворога. А потім скеля відчинялась, виходила на вершину красуня, роздивлялась, чи не йде знову ворог плюндрувати її землю. А якщо йшов, то вона сповіщала людям — била в бубон. Кажуть, що звідси й пішла назва села — Бубнище».
Проте, найімовірніше, назва походить від імені засновника, першого власника земель або першопоселенця. Мальовнича місцевість, вільні землі приваблювали сюди втікачів від панського гніту.

## Історія

### Заснування та давні часи
Точна дата заснування села невідома. Приблизно, це може бути кінець XV — початок XVI ст., коли на Прикарпаття нападали татарські загони. Доказом цього є скельно-захисні комплекси поблизу с. Бубнища і с. Урича. Отже, історія села нерозривно пов'язана з їх історією.

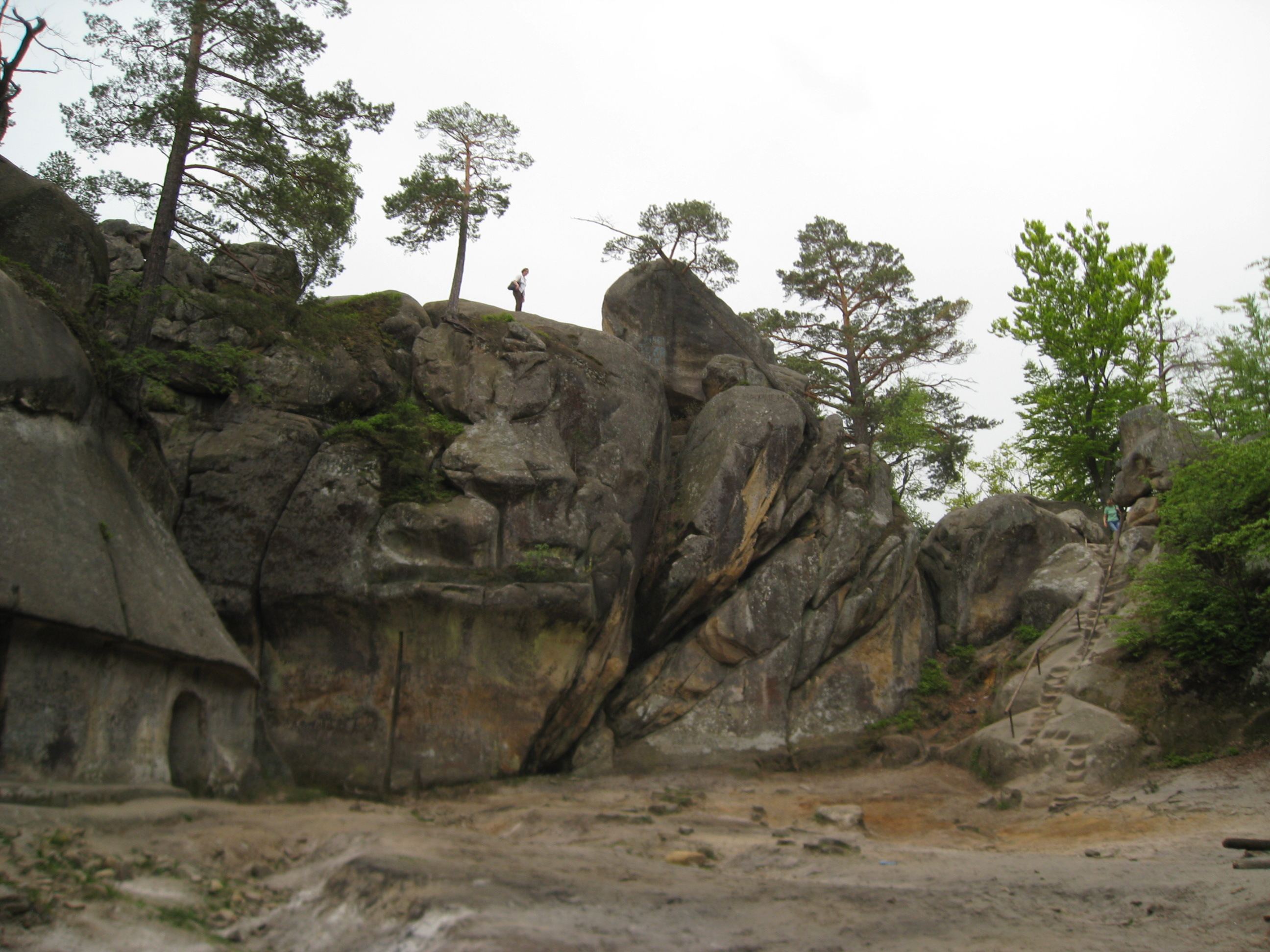
Скелі Довбуша

Вивчивши вибиті в каменях печери, зруби, пази, східці, вчені дійшли висновку, що скелі використовувалися людьми, які жили тут у Х ст, під помешкання та в ролі фортеці. Печерні приміщення мають чіткі геометричні форми, правильні пропорції, рівні поверхні вертикальних стін, досить точну прямокутність, чисту обробку стелі.
У X–XII ст. н. е. тут існувало язичницьке святилище — палеообсерваторія.
Городище з трьох боків оточене скелями, з четвертого боку обмежене валом і внутрішнім ровом шириною 10 м. Діаметр майданчика 40 м. У скелі вибитий колодязь, до якого ведуть кам'яні сходи. Колодязь (2 х 2 м, сучасна глибина 5-6 м) не доходить до води. У скелях вибиті три печери зі збереженими пазами від колод. На скелях зображені солярні знаки, поглиблення у формі долоні, личини. Поруч знаходиться великий курганний могильник, що складається з насипів діаметром 5 м і висотою менше 1 м.
Неподалік Скель Довбуша вирувало багато історичних подій, які знайшли своє відображення в численних легендах і книгах. У 1241 році татаромонгольська орда при переході на Закарпаття була розгромлена великим загоном бойків, які проживали в цій місцевості. Ця знаменна подія зацікавила Івана Франка і пізніше лягла в основу його історичної повісті «Захар Беркут».
Важливу роль в осягненні таємниці Бубнища могли б мати речові матеріали, які знаходили під час досить пильних обстежень. На жаль, всі вони нечисленні, випадкові, частково забуті або загублені і нині маємо про них крихти інформації. Біля печер у Бубнищі не раз траплялася бита цегла з канелюрами, кахлі і уламки посуду XVIII століття, зернини намиста, знайшли навіть тесак для довбання скель, якусь табличку з нерозбірливим чи незрозумілим написом тощо. Зрідка тут і в околицях натрапляли на давні римські та польські монети.
У середині XVII століття, під час рухів Хмельниччини в регіоні, про бубниський замок нема ніякої згадки, очевидно, він не відігравав у повстанні ніякої ролі, хоча сусідній болехівський замок прославився масовим збіговиськом роз'ятреної польської шляхти.
Вперше Бубнище згадується в реєстрі поголовного податку 1674 р. як володіння Єжи Ґедзинського, львівського суфрагана і власника Болехівської маєтності. 

### Під правлінням Відня
1880 року в селі проживало 215 греко-католиків, 2 католики, 21 юдей. З розвитком села виникає потреба у побудові церкви і сільської школи. Церква св. Параскеви збудована в 1891 р., а школу відкрили у хаті Миколи Ткача.
У період Австро-Угорщини багато селян служили і воювали в імперській армії: М.Пінах(1879 р.н.), Ф.Кондрат(1879 р.н.), І.Кондрат(1878 р.н.), Ф.Барабаш (1884 р.н.), І.Івашків(1884 р.н.), Ф.Ткач(1873 р.н.), Ф.Корпак (1879 р.н.) та інші. Багато селян загинули на війні: М.Гаджун,П.Дубів,В.Івашків, Ф.Макара та ін.
За часів Австро-Угорщини духовним центром села була церква.1918 р. Австро-Угорська імперія розпалася і почалася боротьба за вільну Україну.

### Перша світова війна та міжвоєнний період
З початком першої світової війни близько трьох десятків бубнищан були мобілізовані на фронт, шестеро стали стрільцями Української Галицької Армії. Список селян Бубнища, які стали стрільцями УГА: В. М. Кондрат(1897 р.н.), О.Кондрат(1895 р.н.), В.Будзович(1902 р.н.), В.Кузів (1900 р.н.), І.Ярема(1900 р.н.), В. І. Кондрат(1897 р.н.). Всі вони повернулися живими, але без перемоги. Василь та Іван Кондрати зазнали від поляків жорстокої неволі.
Після Першої світової війни настає коротка пора української державності — організовується Західноукраїнська Народна Республіка. Але під переважаючими силами польських окупантів ЗУНР впала, край окуповують поляки. Вони скрізь насаджують свої порядки і намагаються всякими способами полонізувати українців. В школі вивчали польську мову. Однак жителі Бубнища були великими націоналістами. Щоб утримати і зберегти національну свідомість, у селі працювала читальня «Просвіти», товариства «Відродження», «Сокіл», «Доріст». Всі вони знаходились у хаті Олекси Івашківа. Греко-католицька церква допомагала в духовному відродженні людей. У товаристві «Просвіти» вивчали історію України, поширювали козацьку славу. Там співали національні пісні: «Ще не вмерла Україна», «Червона калина»,  «Гей же, до бою», «На Дніпровім побережжі трава зеленіє» та ін.
В селі була українська кооперативна крамниця й дві жидівські корчми. Українська кооперативна спілка знаходилася в хаті Ф.Барабаша. Українські товариства кинули клич: «Свій до свого по своє!» чим змусили корчмарів виїхати з села. На 1935 рік в Бубнищі у 80 дворах проживало 388 греко-католиків, 4 юдеї. У 1939 році в селі проживало 440 мешканців (усі 440 — українці).

### Друга світова війна та період УРСР
Від 1920 по 1939 із села Бубнища у польському війську служили тільки вибрані і сильні хлопці: Дмитро та Іван Токар, Д.Попович, М.Юрів, О.Будзович, М.Ткач, Д.Кондрат, І.Гаджун та ін. Деякі з них були в німецькому полоні. 
Ілько Юрів повернувся живим, але загинув повстанцем УПА, а Данило Кондрат та Іван Гаджун назавжди залишилися десь у Німеччині, покинувши в селі дружин та дітей. Такі втрати принесло польське панування. 
Російсько-комуністичні визволителі на фінський фронт у 1940 р. покликали трьох чоловік: Ф.Кондрата, М.Будзовича та М.Музичина. Перші два поклали голови там, на Фінських озерах. Це — жертви «перших руских»…
Потім прийшли німці і забрали на каторжні роботи таких мешканців села: О.Кондрата, О.Гнатіва, Ф.Кондрата, Цимбал Параню та Ганну, Г.Попович, Г.Кондрат, Я.Кондрат, Дмитра та Юстину Попович. П'ятеро з них залишились там назавжди. За панування німців у селі вбито одного чи двох людей.
У 1944 році вдруге повертається радянська влада. Знову облави, обшуки, арешти, виселення людей, які симпатизували або допомагали повстанцям. «Другі руські», повернувшись, принесли десятки жертв. З їх числа, насамперед, повстанці УПА: Д.Пінах, В.Юришин, С.Корпак, О.Юрів, М.Ткач, Й. „Хрущ“(псевдо),Д.Кондрат, М.Яцків, О.Івашків, І.Малендевич та ін. Є й інші жертви більшовизму, які були засуджені на довгі роки тюрм і каторги: Д.Прокіпчин, М.Кондрат, В.Юрків, О.Ткач, П.Музичин (помер в Норильську), І.Кондрат та ін.
Частину людей вивезено цілими сім'ями лише за те, що їх рідні були в повстанцях (сім'ї Дякових, Івашкових, Корпак). Ніхто з них не повернувся. У 1944 р. на фронт забрано таких жителів села: Д.Юришин, І.Музичин (загинув), Ф.Кондрат, М.Ярема, В.Гаджун, М.Будзович (загинув), В.Івашків (загинув), М.Кондрат (загинув). Хтось з них залишився живим, були поранені. І вкінці слід згадати, що п'ятеро людей були зовсім невинно застрелені більшовиками: Параня Дрозд (1935–1945), хату її батьків спалили, а саму дівчинку жорстоко вбили; а також І.Гаджун, Д.Ткач, В.Кондрат, М.Кондрат.
Уже в 1946 ліквідовано греко-католицьку церкву. Більшовики руйнували хрести, не дозволяли ходити в церкву, яку теж пограбували і закрили. Люди були змушені взимку відправляти Служби Божі в хатах, а влітку по цвинтарях, зворах і лісах, переховуючись від варти, яка була виставлена довкруги.
Окремо слід сказати про священика з Ходорова Антона Бучацького. За свої релігійні переконання відбув 8 років заслання й після звільнення підпільно проводив у Бубнищі богослужіння з 1958 по 1987 рік.

### Сучасність
В 1990 р. тут з ініціативи братів Зіновія, Мирона й Романа Кондратів створено фольклорний ансамбль «Гайдамаки». Здібні хлопці самостійно виготовили для себе козацький одяг і взуття, пістолі-самопали і шаблі, порохівниці і люльки, а також козацьку пушку, з якою на Запоріжжі брали участь у святкуванні 500-річчя запорозького козацтва і навіть салютували там з неї, чим привернули до себе велику увагу учасників свята. Брати Кондрати, учасники обласних свят ремесел і народного фольклору, оживили забуті і раніше заборонені карпатські народні пісні.
На даний час в селі у 121 дворах проживає 446 осіб. Площа сільських угідь становить 1159 га, а площа території села — 251 га.

## Бубнинський замок

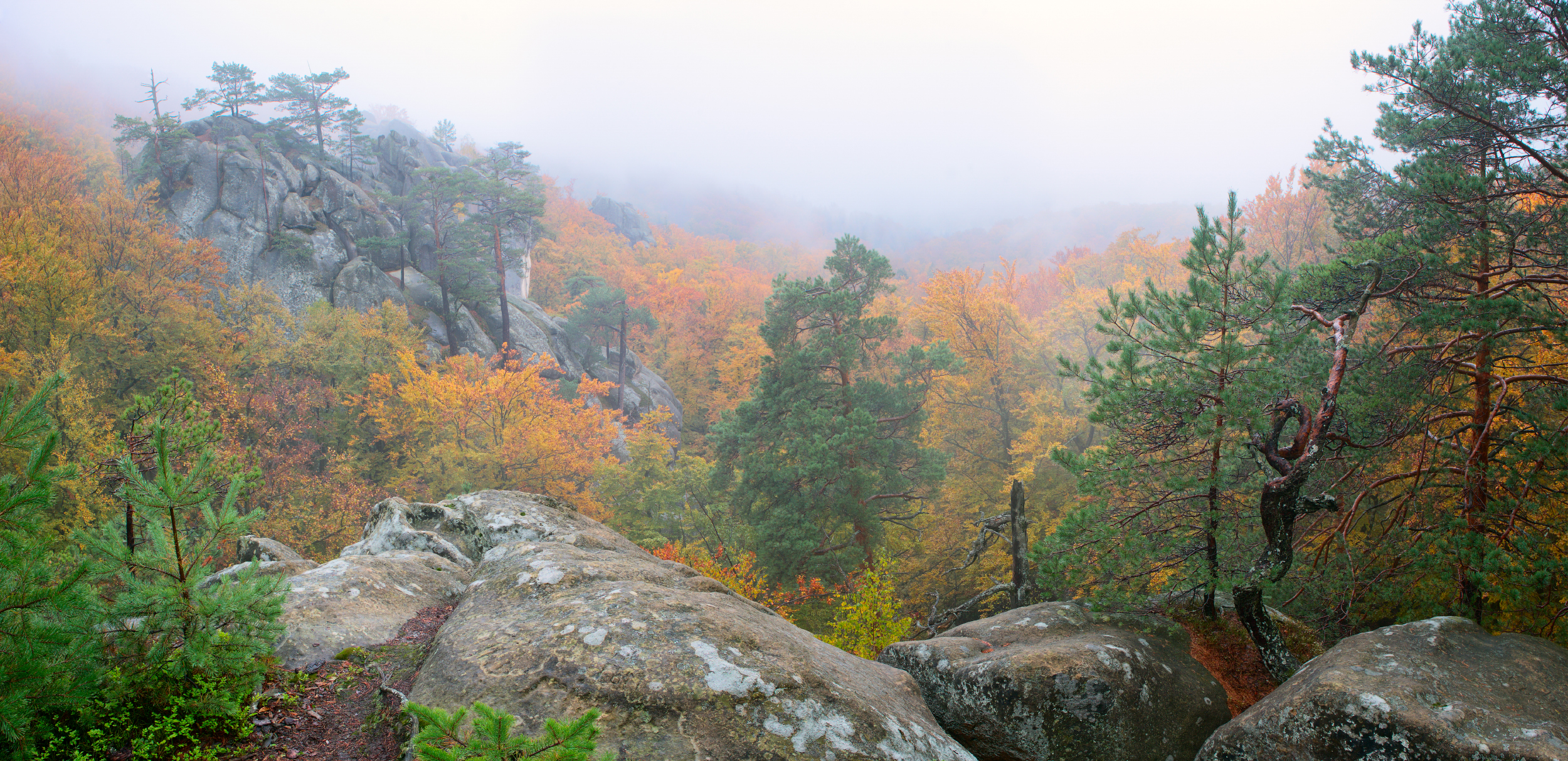
Осінь серед скельного комплексу

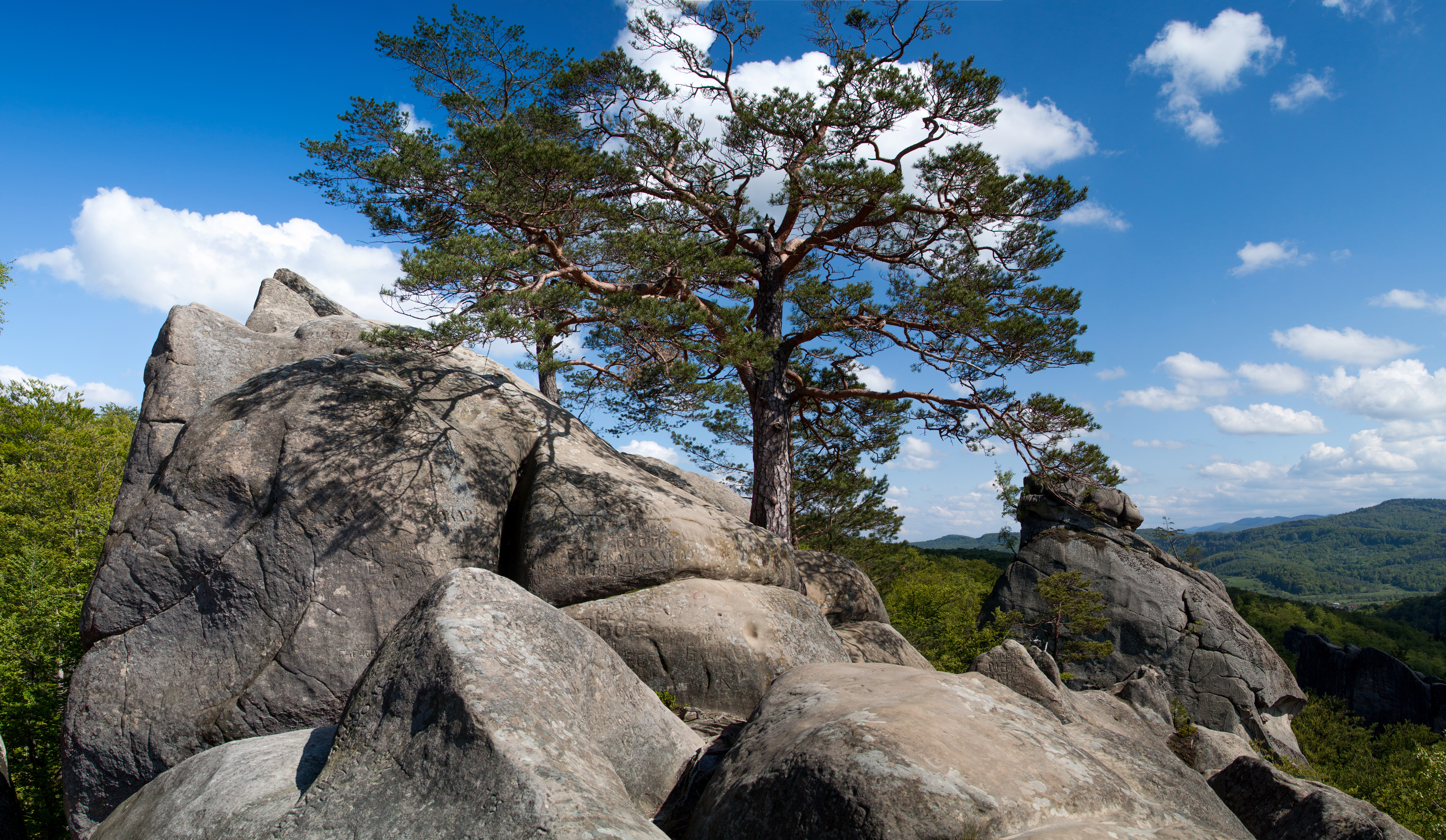
Вершина Скель Довбуша

Панорама скель та довколишній територій

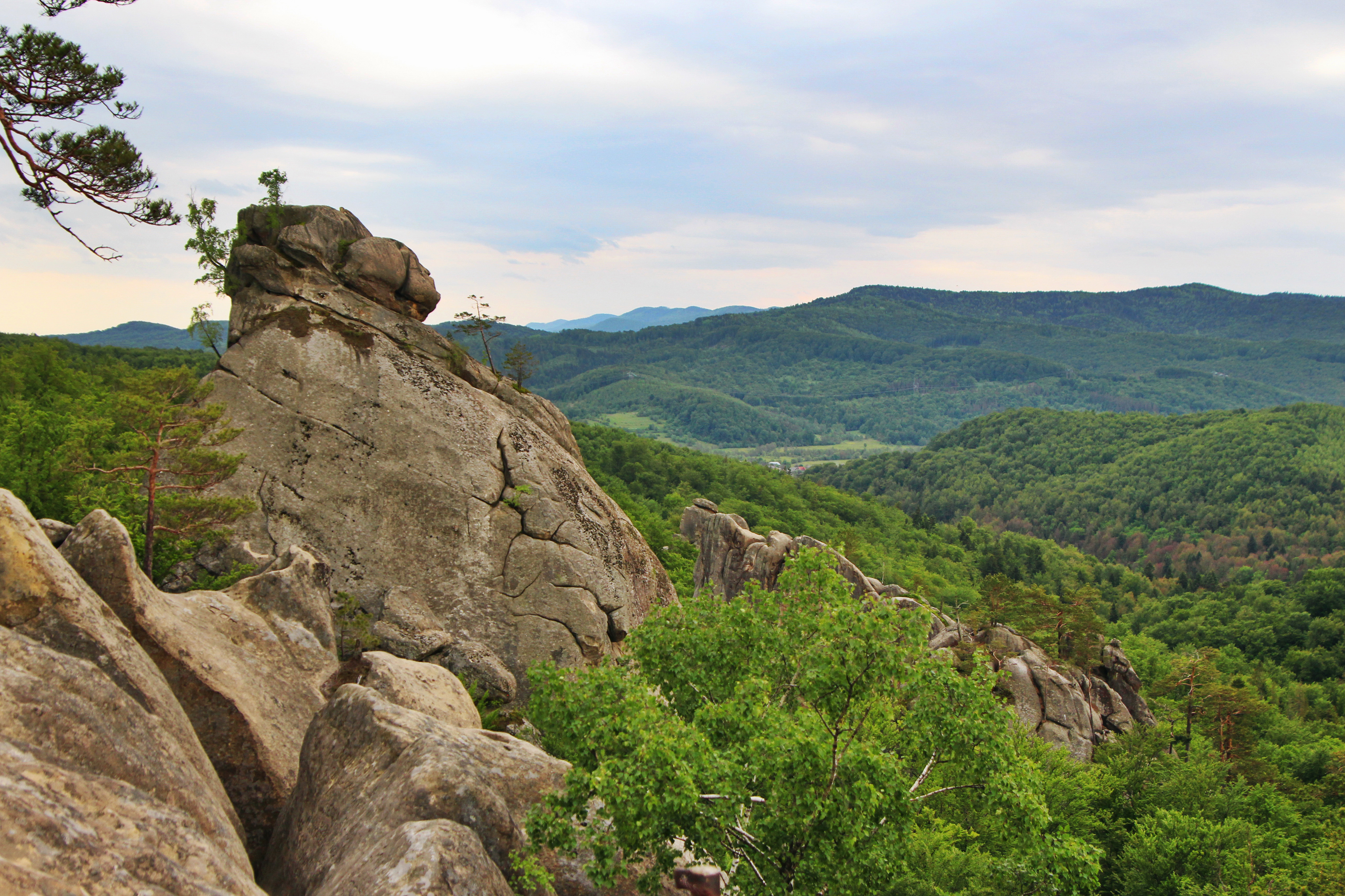
Скелі Довбуша

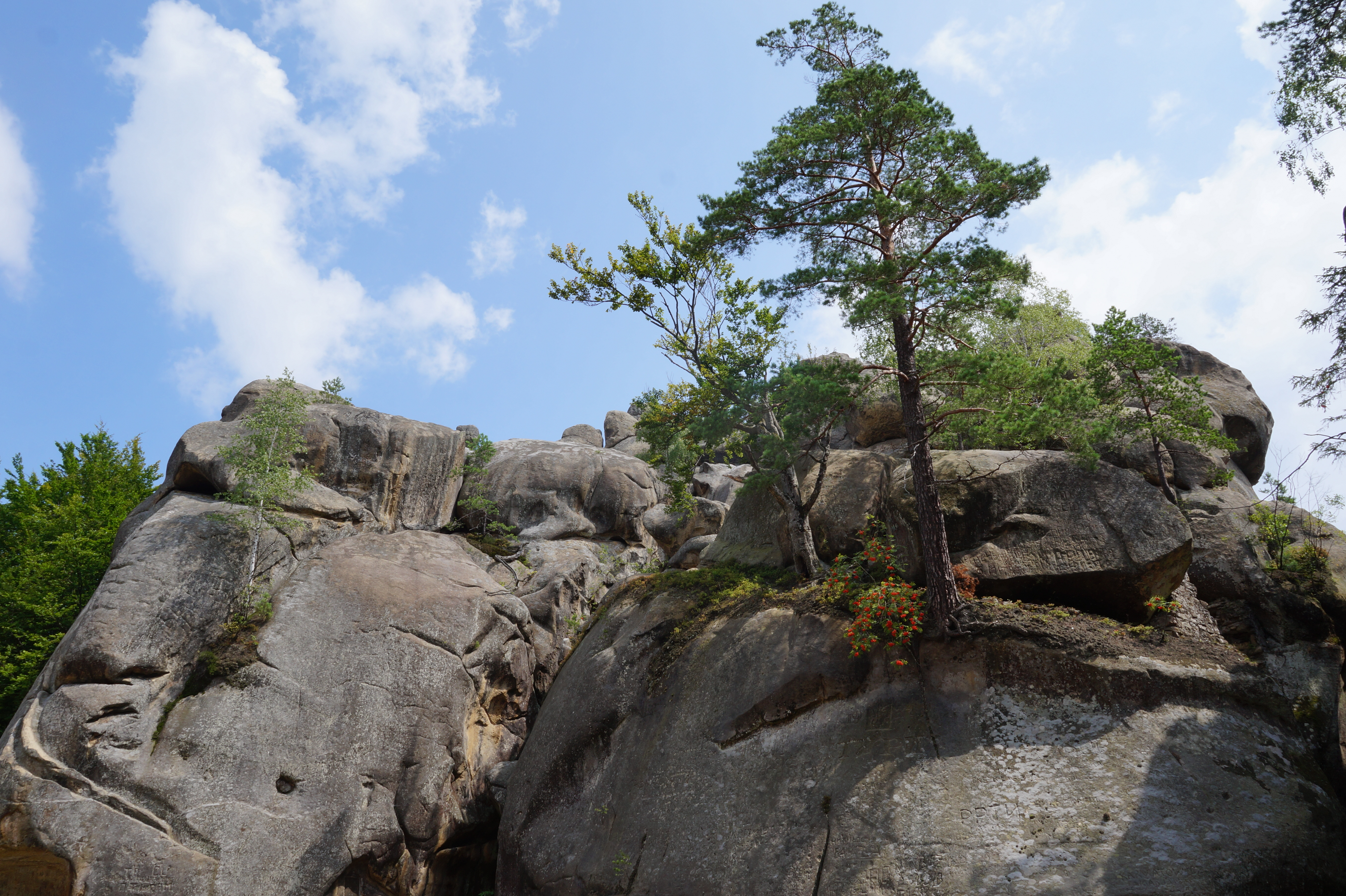
На Скелях Довбуша

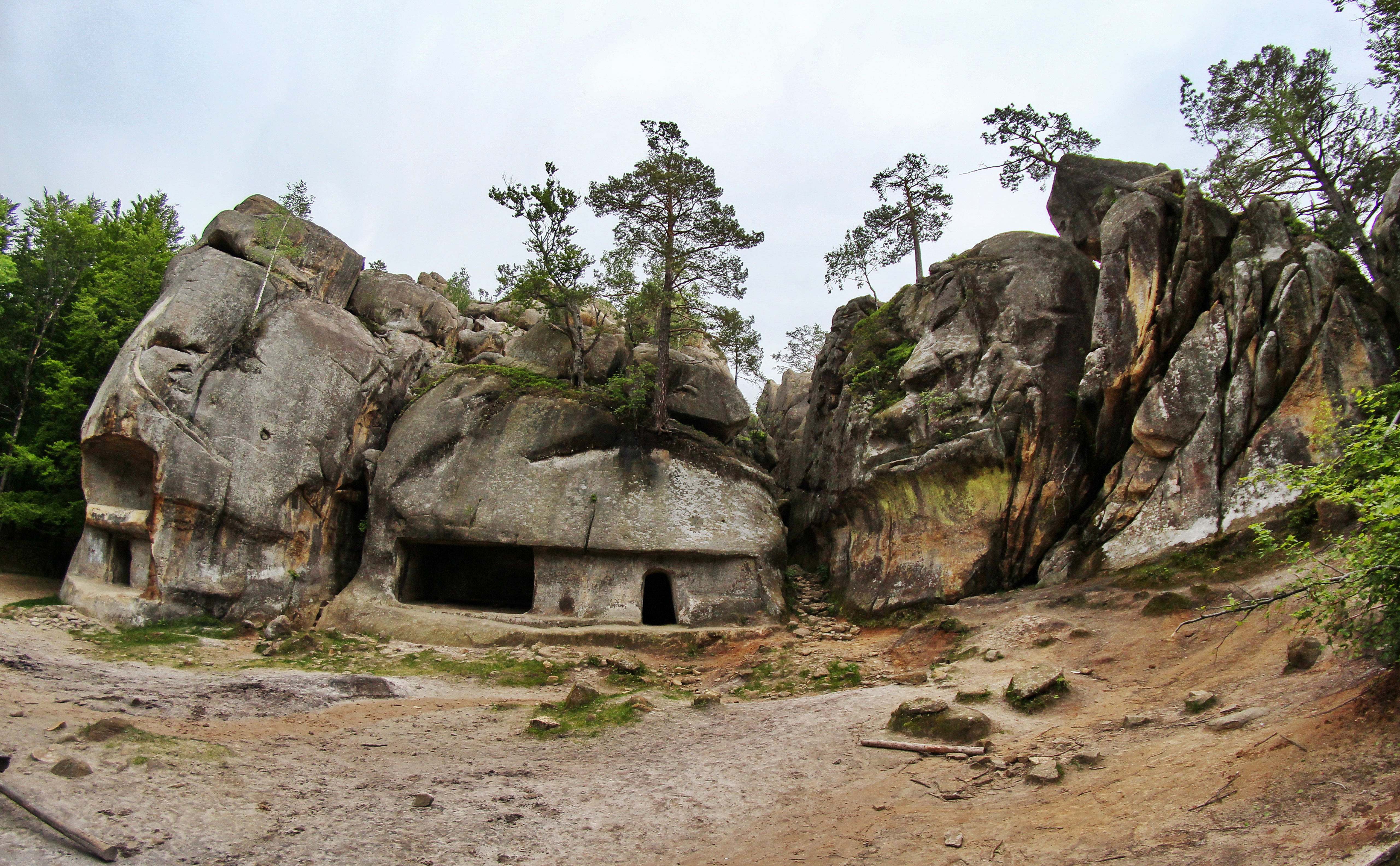
Печерні комплекси

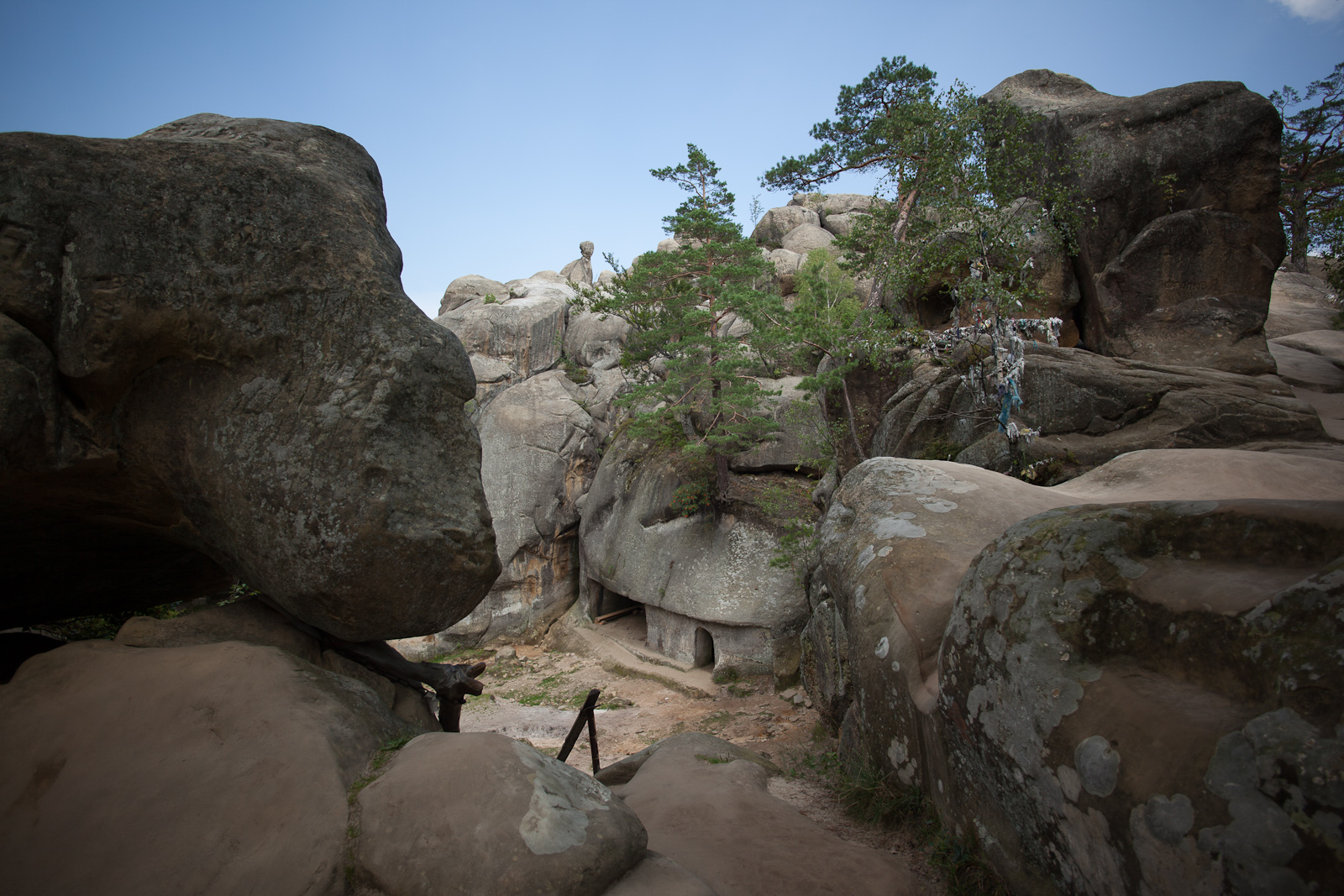

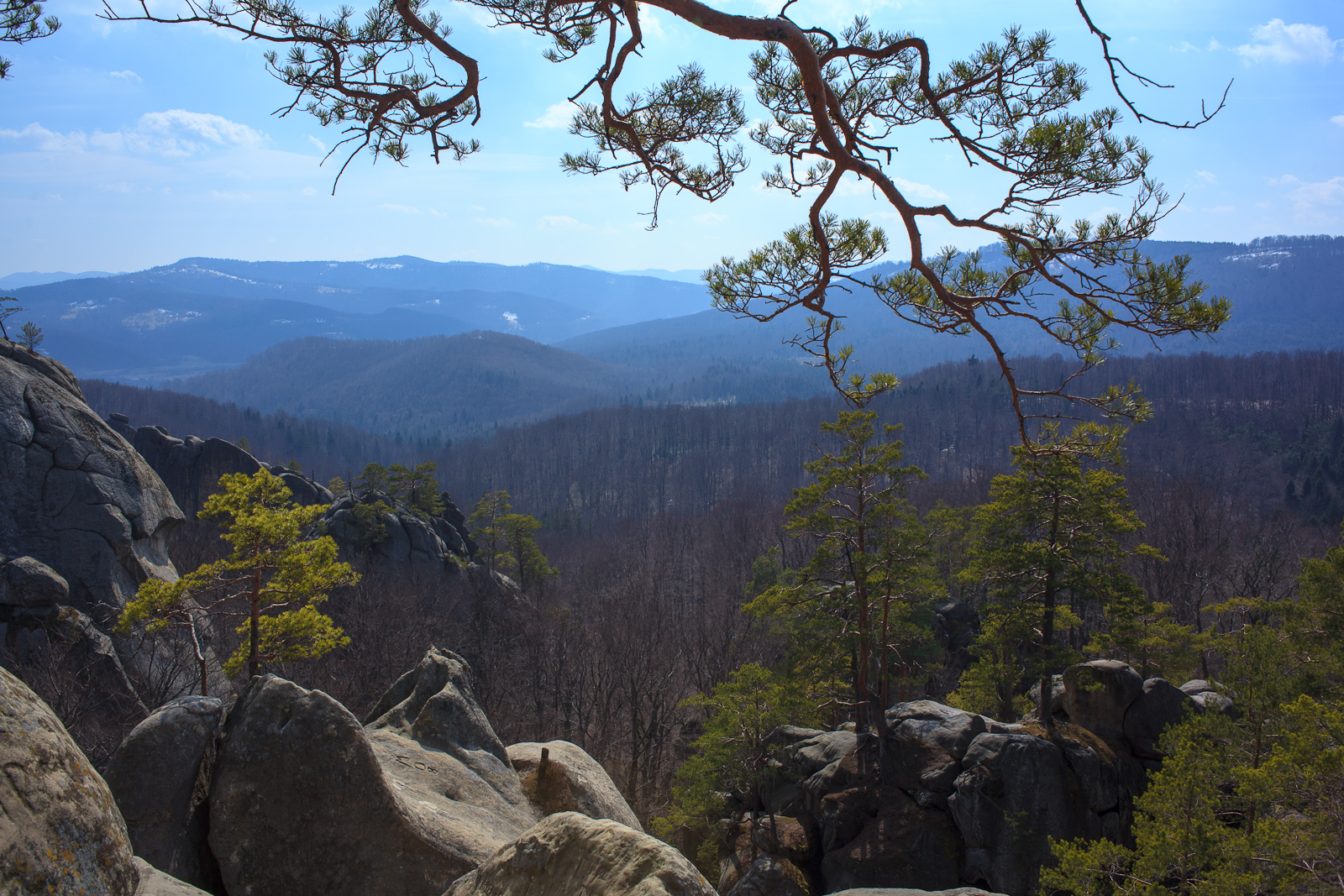
Вид зі скель на прилеглі гори

Бубниський замок згадується вперше в Йосифинських метриках 1787 року, де члени комісії по визначенню меж сільських земельних володінь на основі опитування місцевого населення констатують, що тут тепер вже ніхто нічого не знає. Далі записано: «Колись тут були якісь оселі, досить значні сліди яких існують донині». Через кілька рядків у цьому документі зустрінемо багатозначні мікротопоніми: «… на Замчищі Бубниськім висипали кіпці. Далі пішли через ліс просікою 345 сажнів, висипали на пасовиську, званому Волощина, залишивши ліворуч Великий Камінь, висипали на тій же Волощині кіпець…». Наш відомий історіограф і джерелознавець А. Петрушевич у зведеному Галицько-Руському літописі за 1772–1813 роки, випущеному з друку 1887 р., висловлює думку, що «укріплення в Уричі й Бубнищі були побудовані при володарюванні галицько-волинських князів і зазнали знищення у другій половині XIV століття під час польсько-угорських загарбницьких воєн». Петрушевич твердить, що ліс у районі Скель називався Городищем. Можливо, він мав на увазі район Закаменя між Болеховом і Тисовом, на горбі між двома потічками, напроти колишнього лісництва. Ось уривок із цього літопису: «В с. Бубнищі знаходяться найбільші скелі з видовбаними в них печерами; з древнім укріпленням, де угорські губернатори, подібно до того, як в Уричі, закріпившись з військами, опирались захопленню Галицької Русі поляками наприкінці XIV століття». Маємо деякі згадки і про бої з литовцями у 1369 році.
Друга половина XIX століття виявилась дуже щедрою на пошуки розгадок. 1860 року відомий письменник Ю. І. Крашевський використав образ Бубнища в описі поганської святині на острові Ледниці в історичній повісті «Прадавня легенда». Бубнище досліджував тоді археолог А. Кіркор. Ці люди дотримувались найбільш архаїчного походження печер і готові були віднести їх до часів діяння кельтських друїдів чи білохорватських язичників у глибокі доісторичні часи. Своє бачення у 80-х роках висловили антрополог І. Коперницький і археолог Г. Оссовський. Дехто з них (Вагилевич, Головацький, Бельовський, Кіркор) погоджувався на три періоди в історії печер Бубнища: язичницькі святині, оборона від татар і пристанище опришків.
Особливу увагу варто приділити думкам І. Франка, який, починаючи з першої половини 70-х років до середини 80-х, перебував тут досить часто. Він висунув версію про печерний монастир за князівських часів, залишив навіть декілька віршів. В одному з них читаємо:
| Печери і сходи, і студня, сліди Рук людських, св'яті, може, місця... |
Аналогічну думку під час досліджень у 1903 році висунув краківський археолог В. Деметрикевич, вважаючи Бубнище скельним монастирем, схожим на монастирі в середній течії Дніпра і в Криму, а окопи на схилах Соколової гори — за історичні сховища. Рівночасно він не відкидав і господарського призначення приміщень. М. Грушевський, оглянувши Скелі в 1900 році, написав широку замітку, у якій заперечив версію про доісторичний характер пам'ятки і відніс її до пізнішого часу. Поблизу замчища побачив «мочар і сліди гаті ставка» . Проте він не відкидав різних стадій використання Скель.
Чимало уявлень про Бубнище маємо з переказів і легенд. В одному з них розповідається про те, що під час відомої татаро-монгольської навали під проводом хана Батия Бубнище використовувалось ворогами як тимчасове сховище для майна, награбованого в околицях, яке згодом переправляли в Золоту Орду. Тут, нібито, стояла татарська залога і силою примушувала невільників кувати печери і «криницю» для ув'язнення непокірних.
В іншому місці натрапляємо на переказ, у якому твердиться, що біля самих скель найстарший із слав'яноруських богів, всевладний Перун, дозволяв поганському жерцю приносити собі в жертву п'ять топок солі і сорок овець, яких принесли в жертву князі Андрійович і Ратілла.
Дехто з жителів села Бубнища згадує про можновладного шляхтича з Войнилова, який, не маючи серця, так гнобив людей, що по своїй забаганці примушував їх довбати оці скелі.
А, може, є хоч крихітка правди в легенді про двох вождів, які були собі братами, але не змогли закінчити фортеці, бо один із них загинув передчасною смертю… І так без кінця: легенда за легендою, особливо Довбушевої тематики. Людська фантазія і загадкова дійсність — завжди поруч.
З'ясувавши історико-архітектурний аспект пам'ятки, можна приступити до певних висновків. Опора на більш помірковані тенденції відносно деяких своїх попередників та народних переказів дає можливість ряду науковців (В. Баран, В. Савич, І. Гуньовський, К. Геренчук та деякі інші) ввійти в опозицію до найбільших прихильників архаїки і стверджувати, що Бубнище не дасть матеріалів доісторичних часів. І справді: ця група версій і нині залишається проблемою, потребує хоч якихось доказів.
Відповідь на питання про скельний монастир у Бубнищі видається поспішною, бо досі не знайдено і, очевидно, вже не знайдеться ні однієї прикмети або сліду на самих скелях, як це є в сусідньому Розгірчі або навіть в Уричі, де невеличка капличка чи келія була складовою частиною замкового комплексу. Тут церковця могла стояти окремо, можливо, на посаді і не обов'язково для монахів.
Дещо про «богатирську заставу». Львівський етнограф М. Гуць, оглянувши Бубнище у 1962 році, спробував конкретизувати, що печери і укріплення були виготовлені за Данила Галицького, бо на одній із прямовисних скель є штучно доопрацьований силует лева, начебто на честь свого спадкоємця, сина Льва. Звичайно, що цього мало. Така ж версія А. Петрушевича й В. Гончарова має окрім цього додаткові, але теж недостатні мотивації, хоча в принципі і заперечити їх не можна, бо це таки був справжній середньовічний скельний замок, гірська оборонна фортеця і сторожова сигнальна застава або станиця на торговому шляху до перевалів. Щодо цього шляху, то маємо навіть деякі підтвердження: знахідки стародавніх монет і залишки мікротопоніміки — Лавру і Башту побіля села Брязи (нині Козаківка), лаврського типу печери в Сукелі, розповіді про Велетів. Далі він пролягав через давньовідомі Сколе, Синєвідське і Тустань аж до виходу на славнозвісну Княжу дорогу, або Руську путь, що вела у всебіч. Що ж до замку, то питання стоїть лише так: княжий чи шляхетський, військово-стратегічний чи побутово-оборонний із ухилом — господарський, мисливський, чи відпочинковий? І знову ж, не виключено, що було дві або й більше стадій того чи іншого призначення.
Співставляючи різні дані, виникає думка, що Бубнище таки пережило принаймні два-три періоди за час свого функціонування. Замок розраховувався на тривале користування, отже не був справою рук повстанських загонів або опришків, які могли бути тут випадково або тимчасово. Він будувався капітально, як видно, ще до використання вогнепальної зброї, у двох планах: побутовому (господарські споруди, предмети побуту) і оборонного (рів, насип, частокіл, перекидний міст, брама, бійниця, башта, криниця-резервуар), причому видно три пояси оборони — два внизу і один на скелях.
Князівські, боярські і шляхетські роди, що часто ворогували між собою або рятувались від нападів татар чи інших погромників, не могли упустити такої природної твердині. Скельна кріпость, виникнувши в сиву давнину, вдосконалювалась і переходила як власність від одного до іншого. В цих околицях відомо декілька землевласницьких поколінь Ходорівських, походженням із давніх шляхетсько-українських родів із Подунав'я (Паннонія і Волощина), а також Гербуртів, Гедзінських, Любомирських, Потоцьких та інших.
Найдавнішими поселенцями і розбудовниками Бубниського замку з постійним побутом у ньому могли бути так звані болохи, белехи або волохи, перепроваджені сюди цілими групами у середині XIII століття за короля Данила, що потім як ленники осідали й за польських королів. Ця широко відома в Карпатах і поза їх межами промислово-виробнича категорія людей без чітко вираженої етнічної приналежності займалася мисливством, випасанням овець і вичинкою шкір; утримувала військову залогу поленників, так званих полениць , станиця яких розміщалась внизу, на берегах річки Сукелі, де нині село Поляниця, облаштувала поруч із замком посад; вела активну торгівлю уверх і вниз по течії річки.
І справді: у рукописному архіві кропіткого дослідника Галичини А. Шнайдера (ЛЦДІА) є запис від якогось Регулінського, де говориться, що в Бубнищі має бути замок чи помешкання Потоцьких. Останні мали би появитися тут у XVI столітті і за них пам'ятка втратила попереднє призначення. Наприкінці свого існування Бубниський замок служив уже не так для господарювання і оборони, як для розваг та відпочинку тих же магнатів Потоцьких. Адже не виключено те, що серед чудових краєвидів можновладцю заманулось обладнати руками кріпаків лісову віллу на зразок мисливського замку із соколиним (згадаймо: Соколова Гора!) та собачим полювання на зразок того, що його вибудувала королева Бона (1518–1548) в с. Спас на Самбірщині. Але міжусобна війна між двома ворожими таборами Кміти і Тарнавського у бурхливий і свавільний період правління цієї королеви, активізації татарських набігів і розгульного життя шляхти, що намагалася приборкати і короля, дозволяє нам припустити катастрофу Бубнища. Все це добре узгоджується з місцевими легендами про двох братів і лютого поміщика. З кінцем війни між двома таборами у 1539 році покладено край існуванню Бубнища і Урича як фортець. Зате Розгірченський скельний монастир проіснував до кінця XVIII століття.
Бубнище вже не згадується за панування Гедзінських (1588–1711) і за народних рухів під час Хмельниччини, бо замок лежав у руїнах.
Дослідник краю Р.Скворій припускає, що перша третина XVI ст. була останнім періодом функціонування урицької і бубнищанської кріпостей. Руїни якихось прибудов до скель проіснували до 1843 року, а залишки рову, земляного валу, криниці й частини склепіння над нею збереглися донині.
Та якою б не була ця пам'ятка, вона є пам'яткою працьовитих рук наших предків, яка не раз послужила обороною. Крім цього, Бубнище — місце перебування січових стрільців, відділів Української повстанської армії, а також багатьох видатних людей.

## Скелі і пластовий рух
Зі Скелями Довбуша був тісно пов'язаний український пластовий рух. Найчастіше сюди здійснював прогулки Стрийський кіш.
У серпні 1925 року біля Скель у Бубнищі відбулася друга обласна пластова зустріч, у якій брало участь 205 учасників (перша була у 1924 р. на Писаному Камені неподалік Жаб'я — нині Верховина, — учасниками якої були відомі в майбутньому громадсько-політичні діячі України Михайло Горбовин з Косова, Степан Бандера, Іван Чмола, Ярослав та Роман Раки та ін. Третя і остання обласна зустріч відбулася в липні 1926 р. на горі Сокіл біля Підлютого).
Від Скель Довбуша загони пластунів вирушили на знамениту гору Маківку, де вшанували пам'ять і впорядкували могили січових стрільців. Тут майбутній Головнокомандуючий Української Повстанської Армії Роман Шухевич та Іван Сенів на високій і дуже стрімкій скелі «Вежі» вивісили синьо-жовтий прапор, вписавши таким чином цікаву сторінку в історію української карпатської альпіністики…

## Населення
В Бубнищі на даний час проживає 446 осіб. Багато мешканців села загинули у роки Другої світової війни, або були знищені антиукраїнським людиноненависницьким режимом у передвоєнний і післявоєнний час.
Статистичні дані переписів населення свідчать, що чисельність мешканців у селі поступово зменшується. Так з 2001 р.число жителів скоротилось з 510 до 467 осіб, при чому кількість чоловіків зросла (з 191 до 220), а жінок — зменшилась (з 319 до 247). Зменшення кількості населення в селі пов'язано як з високою смертністю, так і з тим, що сільська молодь впродовж багатьох років виїжджає з села в місто.
У селі 100 % населення — українці. Щоправда колись на території Бубнища проживало багато євреїв, які мали тут власні корчми, однак вони змушені були покинути село. Мешканці села розмовляють українською мовою, всі вони віруючі — християни, греко-католицького обряду. В Бубнищі добре збереглися народні звичаї, традиції, обряди. Від дідів і прадідів передалася любов до природи, спостереження за її явищами. Вони бралися до уваги при плануванні тих чи інших робіт. Збереглися і традиційні заняття місцевого населення. Так одним з найпоширеніших видів рукоділля у всі часи в селі було і є вишивання.
Зараз на території села налічується 109 житлових будинків (9 цегляних, 100 дерев'яних); 9 з них збудовано ще до 1943 р., 16 — протягом 1944–1980 рр., 81 — у 1981–1990 рр., 3 — у 1992–1995 рр. 18 з них пустують. Під будівлями для обслуговування житлового будинку і господарських будівель зайнято 1.00 га землі. Розміщені садиби порівняно близько одна біля одної, вздовж головної дороги.
Міграція — один з важливих чинників, що значно впливає на чисельність населення в селі. Впродовж останніх кількох років сільська молодь виїжджає в міста на постійне місце проживання.
З кожним роком збільшується кількість емігрантів. Люди виїжджають за кордон у пошуках роботи (здебільшого мігрують в розвиненіші країни Європи — Італію, Іспанію, Чехію, Німеччину, Польщу).

## Господарська діяльність
Життя населення тісно пов'язане з природою довкілля. Для задоволення своїх потреб людина займається господарською діяльністю, використовуючи при цьому багатства природи. В с. Бубнищі люди, здебільшого, працюють у сільському господарстві — займаються обробітком землі, вирощуванням культурних рослин, а також розведенням і відгодівлею свійських тварин. До них належать власники присадибних ділянок землі.
Можливість виготовляти певні вироби, займатися одним з видів господарської діяльності значною мірою залежить від того, які особливості природи краю. Бубнище досить добре забезпечене багатствами природи (особливо водою, деревиною тощо). Жителі села користуються водою з місцевого джерела. Великі запаси і сировини для виробництва будівельних матеріалів — пісковики, вапняки, гравій, галечники тощо.
В селі є значні запаси лісу, яким вкрита більша частина території села. Переважають у видовому складі букові та хвойні дерева, які є необхідними для виготовлення меблів, столярних виробів.
Гірський рельєф ускладнює ведення сільського господарства та прокладання транспортних шляхів.
Кліматичні умови сприятливі для сільськогосподарського виробництва, оскільки у році є багато достатньо теплих днів. Незважаючи на значну кількість опадів, води стікають долинами річок та ярами, а тому мало заболочених ділянок землі.
В основному ґрунти не дуже родючі і потребують внесення добрив.
Мальовничі краєвиди гірської частини Карпат, відома пам'ятка природи, створюють сприятливі умови для розвитку туризму та відпочинку в селі.
Сільське господарство забезпечує населення продуктами харчування. Жителі Бубнища займаються вирощуванням ячменю, жита, картоплі, овочів, плодів. Зараз посівні площі особистого селянського господарства в Бубнищі становлять 76 га (у 2001 р. вони становили 90 га). У тваринництві переважно займаються розведенням корів, кіз, відгодівлею свиней, коней, кролів. Так, станом на 01.01.2005 р. поголів'я великої рогатої худоби у приватній власності домогосподарств сільського населення налічувало 178 голів. На узліссях вздовж гірських долин випасають корів, заготовляють сіно для зимівлі тварин. У ставах розводять рибу.

## Інфраструктура
У селі є клуб, бібліотека, які сприяють духовному збагаченню його мешканців.
Тут також діє медичний пункт, який покликаний надавати допомогу хворим людям.
В Бубнищі також є 2 торговельні заклади, які перебувають у спеціально збудованому приміщенні.
Швидкими темпами розвивається ресторанне господарство. Так якщо станом на 01.01.2001 р. в селі діяло всього 2 заклади ресторанного господарства, то вже 01.11.2005 р. їх кількість зросла до 5.
Неподалік від форельного господарства, ліворуч течії Сукелі (нижче моста через ріку), на великій галявині часто проходять обласні зльоти юних туристів, конкурси й змагання з техніки туризму, орієнтування на місцевості.

## Церква
В с. Бубнищі є церква св. Параскевії, яка була збудована ще в 1891 р. 
26 жовтня 1983 р. церква була закрита комуністичною владою і перетворена на склад, аж до 1988 р. 
У XXI ст. церкву розширено і реставровано, однак у 2015 році внаслідок пожежі внутрішнє оздоблення церкви вигоріло вщент.

## Екологічні проблеми
Територія Бубнища давно заселена людьми, які, займаючись вирубуванням лісів, розорюванням полів, спорудженням доріг, впливали на природу довкілля.
Атмосферне повітря чисте і майже незабруднене, оскільки в селі немає жодного підприємства. Часткове забруднення відбувається викидами автомобільних двигунів.
Під впливом господарської діяльності людини зникло або знаходиться на межі зникнення багато видів рослин і тварин, зменшилося число диких звірів.
Природно-охоронним об'єктом на території с. Бубнища є Скелі Довбуша — це ботаніко-геоморфологічний резерват, що розкинувся на площі понад 100 гектарів і має велику популярність серед туристів, екскурсантів і відпочиваючих. Цей ландшафтний пам'ятник природи розташований у заповідній зоні Прикарпаття і зачаровує кожного своєю неперевершеною красою.
Стан пам'ятки незавидний. Тут ми не зустрінемо застережних написів. Повільно і жорстоко знищує освоєну частину скель певна категорія відвідувачів. Значної шкоди рослинності та ґрунту завдає так званий «кінний бізнес». Частішають обвали мурів.
Із 1981 року Скелі Довбуша проголошені урядом України пам'яткою природи республіканського значення. Встановлювати намети й розпалювати вогнища біля них заборонено.

## Перспективи розвитку села
В с. Бубнищі в найближчому майбутньому планують побудувати нову школу, оскільки теперішня знаходиться в дуже незадовільному стані. Важливим питанням залишається реставрація церкви. Невирішеною проблемою є і ремонт дороги в селі, що, у свою чергу, покращить рух громадського транспорту.
А ще село має значні туристичні ресурси, які потрібно правильно і раціонально використовувати. Великою перспективою є подальший розвиток туристично-відпочинкових комплексів, прокладання екологічних, пізнавальних стежок. Створення належних умов для тривалого відпочинку.
Та чи не найбільше враження справляє на відвідувачів унікальна в Карпатах пам'ятка природи і скельної архітектури — знамениті Скелі Довбуша. Насамперед потрібна державна охорона, часткова консервація і часткова реставрація. Потрібні і справжні археологічні та наукові дослідження. Багато чого можна осягнути від платної туристики, бо навіть за Польщі на таких доходах утримувалась постійна сторожа від нищення.

## Відомі люди

### Народились
- Бордуляк Тимофій Вікторович — український громадський та політичний діяч. Голова Дрогобицької міськрайонної організації Товариства «Просвіта» імені Шевченка, член  обласної організації Товариства (1990-1992). Член організаційного комітету зі спорудження пам’ятника Тарасові Шевченкові в Дрогобичі (1991). Заступник голови Дрогобицької «Просвіта» (1992-2017). Очолював Координаційну раду Блоку національно-демократичних сил Дрогобиччини та був членом  її президії. Внук Тимотея Бордуляка.

### Побували і вивчали Бубнище
В Бубнищі побували і вивчали край відомі галицькі будителі - Маркіян Шашкевич, Іван Вагилевич, Яків Головацький. Побували тут також Іван Франко і Михайло Грушевський. В 1881 році Іван Франко написав вірші «Привіт» і «Бубнище». Бубнище добре знали і відвідували відомі історики В. Антонович, І. Шараневич, С. Томашівський, М. Кордуба, Т. Коструба, І. Крип'якевич та інші, але, на жаль, не маємо їхніх праць. Велику увагу Скелям Довбуша приділили науковці й археологи 20-30-х років Б. Януш, Т.Сулімірський, М. Смішко, Я. Пастернак, Ю.Пеленський; 50-60-х — К.Бернякевич, В.Гончаров, О.Ратич, П.Рапопорт, В.Баран; наші сучасники М.Рожко, Б.Томенчук, М.Бандрівський, але ні один з них не порадував нас фундаментальною працею про Скелі Довбуша в Бубнищі.